# Peacefrog Records
Peacefrog Records est un label indépendant de house et de techno, basé à Londres. Peacefrog fut fondé en 1991 par Pete Hutchison et Paul Ballard.

## Discographie partielle
- PF001 - Pete The Lodger - Ghetto Of The Mind
- PF003 - Coda - Everyman Be Free / The Acid Test
- PF008 - Luke Slater - X-Tront EP. Vol 1
- PF015 - DBX - Alien EP
- PF018 - Dan Curtin - The Silicon Dawn
- PF034 - Neil Landstrumm - Index Man E.P.
- PF057 - Planetary Assault Systems - Planetary Funk Volume 5
- PF074 - Moodymann - Mahogany Brown
- PF093 - Ian O'Brien - Heartstrings
- PF096 - The Detroit Escalator Company - Black Buildings EP
- PF097 - Charles Webster - Born On The 24th Of July
- PFG025 - Suburban Knight - My Sol Dark Direction
- PFG029 - Robert Hood - The Art Of War
- PFG048 - Nouvelle Vague - Nouvelle Vague
- PFG054 - Kenny Larkin - The Narcissist